# Forever in a Day (Zvezdna vrata SG-1)
Forever in a Day je naslov epizode znanstveno-fantastične serije Zvezdna vrata, v kateri med reševanje zajetih Abydonijcev, med katerimi je tudi njegov tast Kasuf, Daniel po dolgem času spet sreča svojo ženo Sha're, ki celotno dogajanje spremlja iz bližnjega šotora. Sledi ji v šotor, kjer mu Sha're nastavi past. Teal'c v zadnjem trenutku vstopi v šotor in nezavestnega Daniela reši. Ko se Daniel zbudi v bolnišnici, mu Teal'c skrušen prizna, da je ubil Sha're, saj je bil to edini način, da bi ga rešil pred smrtjo. Daniel je nad tragično novico popolnoma pretresen.